# キュロポリス包囲戦
キュロポリス包囲戦は、紀元前329年にアレクサンドロス大王率いるマケドニア軍とソグド人の間で行われた戦闘。キュロポリスは現在のタジキスタン北部ホジェンドに位置する。

## 背景
キュロポリスはキュロス大王がアケメネス朝ペルシアの北東の境界線として紀元前544年に建設した都市であり、ソグディアナ地方で最も大きな敵対勢力を擁する町であった。アレクサンドロスはソグディアナ平定に際して、キュロポリスを含む7つの都市の征服を計画していた。
まず初めにアレクサンドロスはキュロポリス攻略の準備としてクラテロスに指示を与え、キュロポリス近郊に兵を布陣させた。またクラテロスは溝と柵を町を囲むように設置した。これは他の6つの町を攻略するにあたり、キュロポリスの住民が他の町へ援軍を送ることができないようにする為の作戦であった。それと並行してアレクサンドロスは他の町の攻略を開始し、ガッザへの侵攻を皮切りに2日間で5つの町を占領、多くのソグド人が殺害された。

## 戦闘
アレクサンドロスは5つの町の攻略を完了させたのち、早速キュロポリスへの攻撃を開始した。投石器による砲撃を行っているさなか、城壁の下を通る水路が乾燥している事を知ったアレクサンドロスは、兵を率いて自ら水路を通り侵入、マケドニア軍の手によって町の門は開かれた。キュロポリスの住民は戦闘において激しく戦っていたが、町が陥落すると一方的な殺戮が行われた。
戦いの中でアレクサンドロスは頭と首に投石による傷を受け、クラテロスも矢で負傷したが、マケドニア軍が撤退することはなかった。歴史家アッリアノスによれば、キュロポリスには当初15,000人の住民兵がいたが、この戦いで8,000人が戦死した。残りの兵は町の中央の砦に避難し立てこもっていたが、水不足に苦しみ翌日に降伏した。
どのようにキュロポリスが陥落したかについては諸説存在する。アッリアノスによれば、プトレマイオスはキュロポリスは戦闘当初から降伏していたと述べ、一方でマケドニア軍の従軍歴史家であるアリストブロスによれば、キュロポリスは最後まで激しく抵抗し、ほとんどの住民が虐殺されたとも述べている。